# Mario Bigongiari
Mario Bigongiari (Livorno, 18 de febrero de 1923 - Barcelona, 23 de febrero de 2007) fue un arquitecto italiano, luego ciudadano argentino, que desarrolló la mayoría de su carrera profesional en la Argentina. Proyectó entre otros el Teatro Coliseo en sociedad con Mauricio Mazzocchi  y Luis y Alberto Morea, el edificio Roostertail en Arcos 1609, y la Torre Pirelli en Plaza San Martín (luego Torre IRSA).